# Junji Itō
Junji Itō (伊藤 潤二 Itō Junji?, född 31 juli 1963 i Nakatsugawa, Japan) är en serietecknare och -författare som är verksam inom skräck-genren. Han är bland annat känd för Tomie, Uzumaki – Spiralerna och Gyo.